# تترابوتیل آمونیوم‌تری‌برومید
تترابوتیل آمونیوم‌تری‌برومید (به انگلیسی: Tetrabutylammonium tribromide) یک ترکیب شیمیایی با شناسه پاب‌کم ۲۷۲۳۶۸۰ است.